# Paramontia lisposoma
Paramontia lisposoma is een hooiwagen uit de familie Triaenonychidae.